# Tomas Johansson (luchador)
Karl Tomas Ingemar Johansson (Haparanda, 20 de julio de 1962) es un deportista sueco que compitió en lucha grecorromana.
Participó en cuatro Juegos Olímpicos de Verano, obteniendo en total dos medallas, plata en Barcelona 1992 y bronce en Seúl 1988, y el séptimo lugar en Atlanta 1996.
Ganó cinco medallas en el Campeonato Mundial de Lucha entre los años 1986 y 1993, y cinco medallas en el Campeonato Europeo de Lucha entre los años 1986 y 1991.

## Palmarés internacional
| Juegos Olímpicos   | Juegos Olímpicos             | Juegos Olímpicos  | Juegos Olímpicos |
| Año                | Lugar                        | Medalla           | Categoría        |
| ------------------ | ---------------------------- | ----------------- | ---------------- |
| 1994               | Los Ángeles (Estados Unidos) | DSC               | +100 kg          |
| 1988               | Seúl (Corea del Sur)         | Medalla de bronce | 130 kg           |
| 1992               | Barcelona (España)           | Medalla de plata  | 130 kg           |
| Campeonato Mundial |                              |                   |                  |
| Año                | Lugar                        | Medalla           | Categoría        |
| 1986               | Budapest (Hungría)           | Medalla de oro    | 130 kg           |
| 1987               | Clermont-Ferrand (Francia)   | Medalla de plata  | 130 kg           |
| 1989               | Martigny (Suiza)             | Medalla de bronce | 130 kg           |
| 1990               | Ostia (Italia)               | Medalla de plata  | 130 kg           |
| 1993               | Estocolmo (Suecia)           | Medalla de bronce | 130 kg           |
| Campeonato Europeo |                              |                   |                  |
| Año                | Lugar                        | Medalla           | Categoría        |
| 1986               | El Pireo (Grecia)            | Medalla de bronce | 130 kg           |
| 1987               | Tampere (Finlandia)          | Medalla de plata  | 130 kg           |
| 1988               | Kolbotn (Noruega)            | Medalla de bronce | 130 kg           |
| 1989               | Oulu (Finlandia)             | Medalla de bronce | 130 kg           |
| 1991               | Aschaffenburg (Alemania)     | Medalla de plata  | 130 kg           |